# Vale do Atrato-San Juan
O Vale do Atrato-San Juan situa-se na Colômbia. Está compreendido desde a Cordilheira Ocidental até o rio Atrato. Caracteriza-se por uma floresta tropical, de clima quente e úmido.